# Rally di Svezia 1999
Il Rally di Svezia 1999, ufficialmente denominato 48th International Swedish Rally, è stata la seconda prova del campionato del mondo rally 1999 nonché la quarantottesima edizione del Rally di Svezia e la ventiquattresima con valenza mondiale. La manifestazione si è svolta dal 12 al 14 febbraio sugli sterrati innevati del paese scandinavo.
L'evento è stato vinto dal finlandese Tommi Mäkinen, navigato dal connazionale Risto Mannisenmäki, al volante di una Mitsubishi Lancer Evo VI della squadra ufficiale Marlboro Mitsubishi Ralliart, davanti alla coppia spagnola formata da Carlos Sainz e Luis Moya su Toyota Corolla WRC del Toyota Castrol Team e a quella composta dal pilota di casa Thomas Rådström e dal britannico Fred Gallagher, alla guida di una Ford Focus WRC della squadra Ford Motor Co Ltd.

## Dati della prova
| Denominazione ufficiale             | International Swedish Rally |
| Edizione N°                         | 48 |
| Tappa N°                            | 2 di 14 |
| Data manifestazione                 | da venerdì 12/02/1999 a domenica 14/02/1999 |
| Sede ospitante                      | Karlstad (contea di Värmland) |
| Sedi del parco assistenza           | Prima frazione: Hagfors; Torsby; Westom, Arvika; Karlstad (tutti nella contea di Värmland). Seconda frazione: Hagfors (contea di Värmland); Grängesberg e Borlänge (contea di Dalarna). Terza frazione: Grängesberg (contea di Dalarna); Hagfors e Karlstad (contea di Värmland). |
| Superficie                          | Neve |
| Iscritti                            | 102 |
| Partiti                             | 102 |
| Arrivati                            | 64 (62,7%) |
| Prove speciali                      | 19 |
| Prova più breve                     | 2,00 km (PS14: Lugnet) |
| Prova più lunga                     | 47,65 km (PS12: Jutbo) |
| Prova più lenta                     | velocità media di 60,91 km/h (PS14: Lugnet) |
| Prova più veloce                    | velocità media di 121,78 km/h (PS15: Stromsdal) |
| Lunghezza prove speciali            | 384,30 km (26% della distanza totale) |
| Lunghezza complessiva trasferimenti | 1094,10 km |
| Distanza totale                     | 1478,40 km |

## Itinerario
| Frazione 1 (12 feb) |        | 10:13  | Assistenza – Hagfors (10 min)        | –        | 142,65 km |  |  |
| Frazione 1 (12 feb) | PS1    | 10:38  | Malta                                | 11,88 km | 142,65 km |  |  |
| Frazione 1 (12 feb) | PS2    | 11:24  | Sunnemo                              | 30,87 km | 142,65 km |  |  |
| Frazione 1 (12 feb) |        | 11:53  | Assistenza – Hagfors (20 min)        | –        | 142,65 km |  |  |
| Frazione 1 (12 feb) | PS3    | 12:52  | Hamra                                | 30,69 km | 142,65 km |  |  |
| Frazione 1 (12 feb) | PS4    | 13:55  | Torsby                               | 4,00 km  | 142,65 km |  |  |
| Frazione 1 (12 feb) |        | 14:15  | Assistenza – Torsby (20 min)         | –        | 142,65 km |  |  |
| Frazione 1 (12 feb) | PS5    | 15:03  | Bjalverud                            | 21,58 km | 142,65 km |  |  |
| Frazione 1 (12 feb) | PS6    | 15:39  | Mangen                               | 22,09 km | 142,65 km |  |  |
| Frazione 1 (12 feb) |        | 16:35  | Assistenza – Westom, Arvika (20 min) | –        | 142,65 km |  |  |
| Frazione 1 (12 feb) | PS7    | 17:41  | Langjohanstorp                       | 19,44 km | 142,65 km |  |  |
| Frazione 1 (12 feb) | PS8    | 19:08  | Kalvholmen                           | 2,10 km  | 142,65 km |  |  |
| Frazione 1 (12 feb) |        | 19:41  | Assistenza – Karlstad (45 min)       | –        | 142,65 km |  |  |
|                     |        |        |                                      |          |           |  |  |
| Frazione 2 (13 feb) |        | 09:13  | Assistenza – Hagfors (10 min)        | –        | 142,85 km |  |  |
| Frazione 2 (13 feb) | PS9    | 10:18  | Sagen 1                              | 14,76 km | 142,85 km |  |  |
| Frazione 2 (13 feb) | PS10   | 11:07  | Fredriksberg                         | 27,83 km | 142,85 km |  |  |
| Frazione 2 (13 feb) |        | 12:14  | Assistenza – Grängesberg (20 min)    | –        | 142,85 km |  |  |
| Frazione 2 (13 feb) | PS11   | 13:13  | Nyhammar                             | 27,79 km | 142,85 km |  |  |
| Frazione 2 (13 feb) |        | 14:25  | Assistenza – Borlänge (20 min)       | –        | 142,85 km |  |  |
| Frazione 2 (13 feb) | PS12   | 15:24  | Jutbo                                | 47,65 km | 142,85 km |  |  |
| Frazione 2 (13 feb) |        | 16:35  | Assistenza – Borlänge (20 min)       | –        | 142,85 km |  |  |
| Frazione 2 (13 feb) | PS13   | 17:30  | Skog                                 | 22,82 km | 142,85 km |  |  |
| Frazione 2 (13 feb) | PS14   | 18:30  | Lugnet                               | 2,00 km  | 142,85 km |  |  |
| Frazione 2 (13 feb) |        | 19:22  | Assistenza – Borlänge (45 min)       | –        | 142,85 km |  |  |
|                     |        |        |                                      |          |           |  |  |
| Frazione 3 (14 feb) |        | 07:05  | Assistenza – Grängesberg (10 min)    | –        | 98,80 km  |  |  |
| Frazione 3 (14 feb) | PS15   | 08:03  | Stromsdal                            | 13,93 km | 98,80 km  |  |  |
| Frazione 3 (14 feb) | PS16   | 08:56  | Rammen 1                             | 23,81 km | 98,80 km  |  |  |
| Frazione 3 (14 feb) |        | 09:34  | Assistenza – Hagfors (20 min)        | –        | 98,80 km  |  |  |
| Frazione 3 (14 feb) | PS17   | 10:49  | Sagen 2                              | 14,76 km | 98,80 km  |  |  |
| Frazione 3 (14 feb) | PS18   | 11:42  | Rammen 2                             | 23,81 km | 98,80 km  |  |  |
| Frazione 3 (14 feb) |        | 12:20  | Assistenza – Hagfors (20 min)        | –        | 98,80 km  |  |  |
| Frazione 3 (14 feb) | PS19   | 14:00  | Mangstorp                            | 22,49 km | 98,80 km  |  |  |
| Frazione 3 (14 feb) |        | 15:20  | Assistenza – Karlstad (20 min)       | –        | 98,80 km  |  |  |
| Totale              | Totale | Totale | Totale                               | Totale   | 384,30 km |  |  |

## Resoconto
Tommi Mäkinen centrò la sua diciassettesima vittoria in carriera e regalò alla Mitsubishi il sesto trionfo consecutivo in un rally mondiale, avendo vinto anche le ultime quattro gare della stagione precedente ed eguagliando così il record stabilito dalla Lancia tra il 1987 e il 1988. Il finlandese precedette lo spagnolo Carlos Sainz (Toyota) che si dimostrò l'unico avversario in grado di contendergli la vittoria, sebbene giunse al traguardo con 18 secondi di ritardo dal vincitore. Il terzo posto fu conquistato dallo svedese Thomas Rådström (Ford), secondo podio in carriera per lui e primo per la nuova Ford Focus WRC, reduce dalla squalifica al Rally di Monte Carlo. Quarto, e in battaglia sino all'ultima speciale con Rådström per il podio, giunse il francese Didier Auriol (Toyota), sopravanzato dallo svedese per soli 3 secondi; quinto classificato, a oltre 5 minuti da Auriol, fu invece Richard Burns sul una Subaru Impreza WRC99 del Subaru World Rally Team, davanti il compagno di squadra Juha Kankkunen, giunto sesto a 5 secondi dal britannico; entrambi i piloti Subaru ebbero infatti notevoli problemi con le gomme Pirelli per tutta la durata del rally. Appena fuori dai punti, settimo e ottavo, due piloti privati: il finlandese Pasi Hagström su Toyota Corolla WRC e l'estone Markko Märtin su Ford Escort WRC mentre al nono e al decimo posto si classificarono i belgi Freddy Loix (compagno di squadra di Mäkinen) e Bruno Thiry sulla terza Subaru Impreza ufficiale.
Tra gli altri piloti in forza ai costruttori ufficiali ci furono gli abbandoni di Colin McRae (Ford), ritiratosi nella PS9 per una perdita d'acqua dal motore, e di Marcus Grönholm (SEAT), anch'egli costretto alla resa dal motore della sua Córdoba WRC nella PS2 a causa di un problema di contaminazione del carburante; il suo compagno di squadra Harri Rovanperä, afflitto dallo stesso inconveniente nella stessa speciale che gli fece perdere 9 minuti, è riuscito invece a terminare la gara al sedicesimo posto recuperando 71 posizioni.
Mäkinen, con due vittorie in due gare, rimase saldamente in testa alla classifica piloti con 20 punti, con 13 lunghezze di vantaggio su Auriol e Kankkunen, appaiati a quota 7; quarto Sainz a 6 e quinto Rådström a 4, entrambi ai primi punti della stagione grazie al podio ottenuto in Svezia. Tra i costruttori Mitsubishi si mantenne in vetta con 20 punti, seguita da Toyota (13) e Subaru (10); a chiudere la graduatoria SEAT e Ford, rispettivamente a quota 5 e 4 punti.

## Risultati

### Classifica
| Pos.                                 | Nº       | Pilota                | Co-pilota          | Auto                         | Squadra                      | Classe       | Tempo     | Distacco   | Punti    |
| Generale                             | Generale | Generale              | Generale           | Generale                     | Generale                     | Generale     | Generale  | Generale   | Generale |
| ------------------------------------ | -------- | --------------------- | ------------------ | ---------------------------- | ---------------------------- | ------------ | --------- | ---------- | -------- |
| 1.                                   | 1        | Tommi Mäkinen         | Risto Mannisenmäki | Mitsubishi Lancer Evo VI     | Marlboro Mitsubishi Ralliart | WRC          | 3h29'15"6 | –          | 10       |
| 2.                                   | 3        | Carlos Sainz          | Luis Moya          | Toyota Corolla WRC           | Toyota Castrol Team          | WRC          | 3h29'33"7 | +18"1      | 6        |
| 3.                                   | 8        | Thomas Rådström       | Fred Gallagher     | Ford Focus WRC               | Ford Motor Co Ltd            | WRC          | 3h29'53"4 | +37"8      | 4        |
| 4.                                   | 4        | Didier Auriol         | Denis Giraudet     | Toyota Corolla WRC           | Toyota Castrol Team          | WRC          | 3h29'55"9 | +40"3      | 3        |
| 5.                                   | 5        | Richard Burns         | Robert Reid        | Subaru Impreza WRC99         | Subaru World Rally Team      | WRC          | 3h35'04"9 | +5'49"3    | 2        |
| 6.                                   | 6        | Juha Kankkunen        | Juha Repo          | Subaru Impreza WRC99         | Subaru World Rally Team      | WRC          | 3h35'10"0 | +5'54"4    | 1        |
| 7.                                   | 12       | Pasi Hagström         | Tero Gardemeister  | Toyota Corolla WRC           | -                            | WRC          | 3h37'39"6 | +8'24"0    | -        |
| 8.                                   | 36       | Markko Märtin         | Toomas Kitsing     | Ford Escort WRC              | -                            | WRC          | 3h38'57"6 | +9'42"0    | -        |
| 9.                                   | 2        | Freddy Loix           | Sven Smeets        | Mitsubishi Carisma GT Evo VI | Marlboro Mitsubishi Ralliart | WRC          | 3h29'31"8 | +10'06"2   | -        |
| 10.                                  | 11       | Bruno Thiry           | Stéphane Prévot    | Subaru Impreza WRC99         | Subaru World Rally Team      | WRC          | 3h39'48"9 | +10'33"3   | -        |
| Campionato piloti vetture produzione |          |                       |                    |                              |                              |              |           |            |          |
| 1. (13.)                             | 19       | Jouko Puhakka         | Jakke Honkanen     | Mitsubishi Lancer Evo IV     | Tyre Research Institute R.T. | N4 / PWRC    | 3h44'48"5 | –          | 13       |
| 2. (14.)                             | 20       | Stig-Olov Walfridsson | Jan Svanström      | Mitsubishi Lancer Evo IV     | Mitsubishi Ralliart Sweden   | N4 / PWRC    | 3h44'59"9 | +11"4      | 8        |
| 3. (17.)                             | 24       | Jani Paasonen         | Arto Kapanen       | Mitsubishi Carisma GT Evo IV | -                            | N4 / PWRC    | 3h46'58"3 | +2'10"2    | 5        |
| 4. (18.)                             | 23       | Manfred Stohl         | Peter Müller       | Mitsubishi Lancer Evo V      | -                            | N4 / PWRC    | 3h49'07"4 | +4'18"9    | 3        |
| 5. (19.)                             | 45       | Mats Karlsson         | Arne Hertz         | Mitsubishi Lancer Evo III    | -                            | N4 / PWRC    | 3h49'33"8 | +4'45"3    | 2        |
| 6. (20.)                             | 22       | Gustavo Trelles       | Martin Christie    | Mitsubishi Lancer Evo V      | Ralliart Italia              | N4 / PWRC    | 3h50'01"5 | +5'13"0    | 1        |
| Coppa FIA squadre                    |          |                       |                    |                              |                              |              |           |            |          |
| 1. (15.)                             | 17       | Krzysztof Hołowczyc   | Jean-Marc Fortin   | Subaru Impreza WRC98         | Turning Point Rally Team     | WRC / TC     | 3h45'13"7 | –          | 10       |
| 2. (25.)                             | 25       | Luis Climent          | Álex Romaní        | Mitsubishi Lancer Evo III    | Valencia Terra y Mar         | N4 / TC PWRC | 3h53'15"8 | +8'02"1    | 6        |
| Coppa FIA 2 litri costruttori        |          |                       |                    |                              |                              |              |           |            |          |
| 1. (22.)                             | 31       | Harry Joki            | Ingemar Karlsson   | Volkswagen Golf GTi 16V      | Volkswagen Motorsport Sweden | A7 / 2L      | 3h51'20"1 | –          | 10       |
| 2. (34.)                             | 52       | Andreas Eriksson      | Patrick Henriksson | Volkswagen Golf GTi 16V      | Volkswagen Motorsport Sweden | A7 / 2L      | 4h05'48"1 | +14'28"0   | 6        |
| 3. (58.)                             | 92       | Anders Floren         | Curt Rosen         | Volkswagen Golf GTi 16V      | -                            | N3 / 2L      | 4h41'40"3 | +20'20"2   | -        |
| 4. (63.)                             | 111      | Jennie-Lee Hermansson | Stefan Bergman     | Renault Clio 16S             | -                            | N3 / 2L      | 5h14'55"3 | +1h23'35"2 | 4        |

| Principali ritiri | Principali ritiri | Principali ritiri | Principali ritiri | Principali ritiri | Principali ritiri  | Principali ritiri | Principali ritiri | Principali ritiri |
| PS                | Nº                | Pilota            | Co-pilota         | Auto              | Squadra            | Classe            | Causa             | Pos.              |
| ----------------- | ----------------- | ----------------- | ----------------- | ----------------- | ------------------ | ----------------- | ----------------- | ----------------- |
| PS 1              | 16                | Mats Jonsson      | Johnny Johansson  | Ford Escort WRC   | Gazprom Rally Team | WRC               | Cambio            | -                 |
| PS 2              | 10                | Marcus Grönholm   | Timo Rautiainen   | SEAT Córdoba WRC  | SEAT Sport         | WRC               | Motore            | 8º                |
| PS 9              | 7                 | Colin McRae       | Nicky Grist       | Ford Focus WRC    | Ford Motor Co. Ltd | WRC               | Motore            | 5º                |

Legenda
| Icona | Classe                                                                                  |
| ----- | --------------------------------------------------------------------------------------- |
| WRC   | Equipaggio che può conquistare punti per il campionato costruttori WRC                  |
| WRC   | Equipaggio di classe A8 che non può conquistare punti per il campionato costruttori WRC |
| PWRC  | Equipaggio registrato al campionato PWRC                                                |
| 2L    | Equipaggio registrato alla Coppa FIA 2 litri costruttori                                |
| TC    | Equipaggio registrato alla Coppa FIA squadre                                            |
|       | Ulteriori classificazioni                                                               |

### Prove speciali
| Frazione            | Prova | Ora   | Nome           | Lunghezza | Vincitori                        | Tempo   | Leader del rally                 |
| ------------------- | ----- | ----- | -------------- | --------- | -------------------------------- | ------- | -------------------------------- |
| Frazione 1 (12 Feb) | PS1   | 10:38 | Malta          | 11,88 km  | Carlos Sainz Luis Moya           | 5'56"8  | Carlos Sainz Luis Moya           |
| Frazione 1 (12 Feb) | PS2   | 11:24 | Sunnemo        | 30,87 km  | Tommi Mäkinen Risto Mannisenmäki | 15'17"5 | Carlos Sainz Luis Moya           |
| Frazione 1 (12 Feb) | PS3   | 12:52 | Hamra          | 30,69 km  | Tommi Mäkinen Risto Mannisenmäki | 16'30"9 | Tommi Mäkinen Risto Mannisenmäki |
| Frazione 1 (12 Feb) | PS4   | 13:55 | Torsby         | 4,00 km   | Carlos Sainz Luis Moya           | 2'13"4  | Tommi Mäkinen Risto Mannisenmäki |
| Frazione 1 (12 Feb) | PS5   | 15:03 | Bjalverud      | 21,58 km  | Thomas Rådström Fred Gallagher   | 11'07"8 | Tommi Mäkinen Risto Mannisenmäki |
| Frazione 1 (12 Feb) | PS6   | 15:39 | Mangen         | 22,09 km  | Carlos Sainz Luis Moya           | 12'30"8 | Carlos Sainz Luis Moya           |
| Frazione 1 (12 Feb) | PS7   | 17:41 | Langjohanstorp | 19,44 km  | Carlos Sainz Luis Moya           | 10'00"7 | Carlos Sainz Luis Moya           |
| Frazione 1 (12 Feb) | PS8   | 19:08 | Kalvholmen     | 2,10 km   | Tommi Mäkinen Risto Mannisenmäki | 1'48"2  | Tommi Mäkinen Risto Mannisenmäki |
|                     |       |       |                |           |                                  |         | Tommi Mäkinen Risto Mannisenmäki |
| Frazione 2 (13 Feb) | PS9   | 10:18 | Sagen 1        | 14,76 km  | Tommi Mäkinen Risto Mannisenmäki | 8'01"9  | Tommi Mäkinen Risto Mannisenmäki |
| Frazione 2 (13 Feb) | PS10  | 11:07 | Fredriksberg   | 27,83 km  | Tommi Mäkinen Risto Mannisenmäki | 16'15"6 | Tommi Mäkinen Risto Mannisenmäki |
| Frazione 2 (13 Feb) | PS11  | 13:13 | Nyhammar       | 27,79 km  | Tommi Mäkinen Risto Mannisenmäki | 14'49"7 | Tommi Mäkinen Risto Mannisenmäki |
| Frazione 2 (13 Feb) | PS12  | 15:24 | Jutbo          | 47,65 km  | Tommi Mäkinen Risto Mannisenmäki | 27'36"7 | Tommi Mäkinen Risto Mannisenmäki |
| Frazione 2 (13 Feb) | PS13  | 17:30 | Skog           | 22,82 km  | Carlos Sainz Luis Moya           | 12'57"7 | Tommi Mäkinen Risto Mannisenmäki |
| Frazione 2 (13 Feb) | PS14  | 18:30 | Lugnet         | 2,00 km   | Tommi Mäkinen Risto Mannisenmäki | 1'58"2  | Tommi Mäkinen Risto Mannisenmäki |
|                     |       |       |                |           |                                  |         | Tommi Mäkinen Risto Mannisenmäki |
| Frazione 3 (14 Feb) | PS15  | 08:03 | Stromsdal      | 13,93 km  | Tommi Mäkinen Risto Mannisenmäki | 6'51"8  | Tommi Mäkinen Risto Mannisenmäki |
| Frazione 3 (14 Feb) | PS16  | 08:56 | Rammen 1       | 23,81 km  | Carlos Sainz Luis Moya           | 12'24"6 | Tommi Mäkinen Risto Mannisenmäki |
| Frazione 3 (14 Feb) | PS17  | 10:49 | Sagen 2        | 14,76 km  | Didier Auriol Denis Giraudet     | 7'59"1  | Tommi Mäkinen Risto Mannisenmäki |
| Frazione 3 (14 Feb) | PS18  | 11:42 | Rammen 2       | 23,81 km  | Carlos Sainz Luis Moya           | 12'22"7 | Tommi Mäkinen Risto Mannisenmäki |
| Frazione 3 (14 Feb) | PS19  | 14:00 | Mangstorp      | 22,49 km  | Didier Auriol Denis Giraudet     | 11'53"7 | Tommi Mäkinen Risto Mannisenmäki |

## Classifiche mondiali
Classifica piloti
| Pos. | Pos. | Pilota            | Punti |
| ---- | ---- | ----------------- | ----- |
| 1    |      | Tommi Mäkinen     | 20    |
| 2    |      | Juha Kankkunen    | 7     |
| 3    |      | Didier Auriol     | 7     |
| 4    | N    | Carlos Sainz      | 6     |
| 5    | N    | Thomas Rådström   | 4     |
| 6    | 2    | François Delecour | 3     |
| 7    | N    | Richard Burns     | 2     |
| 8    | 3    | Bruno Thiry       | 2     |
| 9    | 3    | Piero Liatti      | 1     |

Classifica costruttori WRC
| Pos. | Pos. | Squadra                      | Punti |
| ---- | ---- | ---------------------------- | ----- |
| 1    |      | Marlboro Mitsubishi Ralliart | 20    |
| 2    | 2    | Toyota Castrol Team          | 13    |
| 3    | 1    | Subaru World Rally Team      | 10    |
| 4    | 1    | SEAT Sport                   | 5     |
| 5    | N    | Ford Motor Co Ltd            | 4     |